# V. J. Edgecombe
Valdez Drexel "V. J." Edgecombe Jr., né le 30 juillet 2005 aux Îles Bimini (Bahamas), est un joueur international bahaméen de basket-ball évoluant au poste d'arrière et mesurant 1,93 m.

## Biographie

### Carrière universitaire
Le 14 janvier 2024, Edgecombe choisit de jouer pour Baylor en dépit d'offres de Duke et de Kentucky.

### Carrière professionnelle

#### 76ers de Philadelphie (depuis 2025)
Il est choisi en 3e position lors de la draft 2025 par les 76ers de Philadelphie.

#### Sélection nationale
Natif des Bahamas, il représente son pays lors du tournoi de qualification olympique 2024 à Valence en Espagne. Avec son équipe, il atteint la finale du TQO mais doit s'incliner face au pays hôte.

## Palmarès et distinctions personnelles

### Universitaires
- Second-team All-Big 12 en 2025
- Big 12 Freshman of the Year en 2025
- Big 12 All-Freshman Team en 2025
- McDonald's All-American en 2024
- Jordan Brand Classic en 2024
- Nike Hoop Summit en 2024

## Statistiques

### Universitaires
| Saison    | Équipe   | Matchs | Titul. | Min./m | % Tir | % 3pts | % LF | Rbds/m. | Pass/m. | Int/m. | Ctr/m. | Pts/m. |
| --------- | -------- | ------ | ------ | ------ | ----- | ------ | ---- | ------- | ------- | ------ | ------ | ------ |
| 2024-2025 | Baylor   | 33     | 33     | 32,7   | 43,6  | 34,0   | 78,2 | 5,60    | 3,20    | 2,10   | 0,60   | 15,00  |
| Carrière  | Carrière | 33     | 33     | 32,7   | 43,6  | 34,0   | 78,2 | 5,60    | 3,20    | 2,10   | 0,60   | 15,00  |